# Альмукантарат (астрономічний клуб)
Астрономічний клуб «Альмукантарат» (пол. Klub Astronomiczny Almukantarat) — астрономічний клуб, що діє в Польщі з 1983 року і об'єднує любителів астрономії та точних наук. У 1995 році зареєстровано як асоціацію. Слово альмукантарат у назві клубу є рідковживаним астрономічним терміном, що позначає коло рівних висот на небесній сфері. Клуб знаходиться в будівлі Астрономічного центру імені Миколая Коперника у Варшаві.
Головною метою клубу є популяризація астрономії та суміжних галузей науки, особливо серед молоді, в тому числі, в астрономічних таборах, які регулярно організуються ще з 1980-х років. Зараз асоціація налічує понад 100 членів по всій Польщі. Клуб є видавцем сайту AstroNET.

## Діяльність
Діяльність клубу, в першу чергу, направлена на організацію літніх наукових таборів для талановитої молоді молодшої та старшої школи, а також семінарів і зимових практикумів.
Під час літніх таборів проводяться оглядові та теоретичні заняття з астрономії та інших точних наук (математики, фізики, інформатики). Протягом багатьох років астрономічні табори клубу організовуються в Заленче-Велике. Заняття проводять студенти точних і технічних факультетів, астрономи-любителі і професійні астрономи. Члени клубу також можуть брати участь у міжкурсових наукових семінарах (взимку, в середині навчального року), а з часом також долучатися до організаційної роботи.
Всі заходи проводяться у формі волонтерства. Серед випускників клубу діючі члени Польського астрономічного товариства, науковці польських та закордонних університетів, численні переможці національних і міжнародних астрономічних олімпіад, а також астрономи-аматори (наприклад, першовідкривач астероїда 2005 TD49).
Клуб бере активну участь в наукових фестивалях в різних містах Польщі, в тому числі в Наукових пікніках Польського радіо та Центру науки Коперник, а також у міжнародних спостереженнях та молодіжних проєктах. Протягом багатьох років члени та прихильники клубу організовують різноманітні заходи під час Ночі вчених.
Представники клубу брали участь у Конгресах астрономічних організацій у Хожуві. Клуб організував поїздки для спостереження повних сонячних затемнень до Фінляндії (1990), Угорщини (1999) та Туреччини (2006).

## Досягнення в популяризації науки
- У 2000 році учасники клубу заснували AstroNET — науковий інтернет-журнал[27].
- Проект «Мисливці за затемненнями», спільний проект турецького клубу «Тутулум» і клубу «Альмукантарат», був обраний Європейською комісією як проект найкращої практики в 2006 році[28][29] .
- У 2011 році Клуб був висунутий на здобуття премії в конкурсі «Популяризатор науки»[30].
- Фіналіст 13-го та 15-го конкурсу «Популяризатор науки» 2018 та 2020 років у номінації «Установа»[31][32].
- За створення Клубу та 40-річний внесок у астрономічні олімпіади[33][34] Польське астрономічне товариство нагородило Марека Щепанського премією імені Влодзімежа Зонна[35][36].